# Stročov
Stročov je národní přírodní památka v okrese Tábor. Nachází se ve Vlašimské pahorkatině, čtyři kilometry severozápadně od Borotína. Území je soukromým pozemkem, kde je vstup omezen vlastnickým právem. Je součástí přírodního parku Jistebnická vrchovina.
Předmětem ochrany je kulturní vlhká louka pod hrází Stročovského rybníka s bohatou květenou, hlavně prstnatcem májovým (Dactylorhiza majalis). Dalšími významnými rostlinnými druhy zde jsou kozlík dvoudomý (Valeriana dioica), všivec ladní (Pedicularis sylvatica), zábělník bahenní (Comarum palustre)
a rozchodník huňatý (Sedum villosum), což je kriticky ohrožený druh rostoucí podél mělkých lučních stružek protékajících územím.